# Hakob Tonoyani anvan Sowpergavat' 2020
La Hakob Tonoyan Super Cup 2020 è stata la 23ª edizione della supercoppa armena di calcio.
L'incontro, che si è disputato il 9 agosto 2020, ha visto affrontarsi l'Ararat-Armenia, campione d'Armenia, e il Noah, vincitore della Coppa d'Armenia 2019-2020. Il Noah si è aggiudicato il trofeo per la prima volta nella sua storia.

## Tabellino
| Arbitro: | Ghaltakchyan (Ijevan) |

|                                  |           |          |
| Lavriščev 90’ Dedečko 99’ (rig.) | Marcatori | 60’ Lima |